# Artur Victor Guimarães
Artur, vollständiger Name Artur Victor Guimarães, (* 15. Februar 1998 in Fortaleza) ist ein brasilianischer Fußballspieler. Er wird auf der Position eines linken Stürmers eingesetzt, alternativ auch im Sturm zentral oder auf rechts. Sein spielstarker Fuß ist der Linke.

## Karriere

### Verein
Artur wurde in Fortaleza geboren und lebte von seinem vierten bis vierzehntem Lebensjahr in Teresina, der Hauptstadt von Piauí. Mit 14 Jahren kam er zurück nach Fortaleza, wo er die Aufmerksamkeit der Profifußballklubs auf sich zog. Mit 16 Jahren zog er alleine nach São Paulo in die Jugendakademie des SE Palmeiras. Bereits in seinem ersten Jahr bei dem Klub bestritt Artur seine ersten Einsatz in der obersten brasilianischen Profiliga der Série A. Kurioserweise kam er nur am letzten Spieltag der Série A 2016 zu einem drei Minuten Einsatz und wurde mit diesem brasilianischer Meister mit Palmeiras. Zuvor saß er in der Saison nur ein weiteres auf Reservebank, ohne dass es zu einem Einsatz kam.
Um mehr Spielpraxis zu gewinnen, wurde Artur 2017 für die Spiele in der Staatsmeisterschaft von São Paulo an Grêmio Novorizontino ausgeliehen. Nach Abschluss des Wettbewerbs, in dem er auf fünf Einsätze kam, schloss sich das nächste Leihgeschäft an. Für die Meisterschaftsrunde kam Artur zum Londrina EC. Mit diesem trat er künftig in der Série B an. Sein erstes Profispiel für Londrina in der Liga am 13. Mai 2017, dem ersten Spieltag der Meisterschaft. Im Spiel gegen den Internacional Porto Alegre stand Artur in der Startelf. Am Ende der Meisterschaft Série B 2017 hatte er es auf 36 Einsätzen gebracht, in denen er immer in der Startelf stand. Dabei erzielte er acht Tore. Mit elf Vorlagen wurde er in der Disziplin der Beste der Saison. Sein erstes am fünften Spieltag der Saison, am 6. Juni 2017. Im Heimspiel gegen den Paraná Clube erzielte er in der 91. Minute den Treffer zum 1:1-Endstand. Mit dem Klub konnte er bereits im Oktober des Jahres die Primeira Liga do Brasil 2017 gewinnen.
Zur Saison 2018 kehrte Artur zu Palmeiras zurück. In der Staatsmeisterschaft war sechsmal Reservespieler ohne zu Einsatzzeiten zu kommen, bis er sich im Februar einer Verletzung am Knöchel zuzog. Auch in der Meisterschaft spielte Artur eine untergeordnete Rolle in der Mannschaft. So steuerte er zu Palmeiras zehntem Titelgewinn im Jahr 2018 113 Einsatzminuten in fünf Spielen bei. Dabei stand er einmal in der Startelf, saß 18 Mal auf der Bank und wurde vier Mal eingewechselt. Allerdings wurde er auch in diesem Wettbewerb durch eine Verletzung zurückgeworfen. In Vorbereitung auf das Halbfinalrückspiel im Copa do Brasil gegen Cruzeiro Belo Horizonte zog sich Artur am 24. September eine Unterarmfraktur zu.
Das Jahr 2019 begann wieder mit einem Leihgeschäft für Artur. Er kam bis Jahresende nach Salvador zum Ligakonkurrenten EC Bahia. Mit dem Klub konnte Artur die Staatsmeisterschaft von Bahia gewinnen. Dabei zielte er ein Tor in sieben Spielen. Bei Bahia gab Artur sein Debüt auf internationaler Klubebene. In der ersten Runde der Copa Sudamericana 2019 traf sein Klub am 7. Februar 2019 zuhause auf Liverpool Montevideo. In dem Spiel stand Artur in der Startelf. In der Meisterschaftsrunde 2019 erzielte Artur mit Bahia sein erstes Tor in der Série A. Am ersten Spieltag der Saison traf sein Klub am 28. April zuhause auf Corinthians São Paulo. In dem Spiel erzielte er in der 76. Minute den Führungstreffer zum 2:1 (Endstand-3:2).
Zur Saison 2020 wechselte Artur zu Red Bull Bragantino. Die Ablösesumme betrug ca. 6 Millionen Euro. Im März 2023 kehrte Artur zu Palmeiras zurück. Hier erhielt er einen Vertrag bis Jahresende 2027. Bragantino erhielt eine Ablösesumme von ca. acht Millionen Euro. Bereits zu Jahresanfang 2024 wechselte Artur erneut. Er unterzeichnete einen Kontrakt bei Zenit St. Petersburg in Russland. Seinen Einstand in der Premjer-Liga gab der Spieler am 2. März 2024 in der Partie gegen Spartak Moskau. In dem Spiel für den 19. Spieltag der Premjer-Liga 2023/24 stand er neben fünf seiner Landsleute in der Startelf. Bis zum Ende der Saison standen insgesamt elf Ligaspiele und drei Tore zu Buche sowie der Gewinn der Meisterschaft und des Fußballpokals 2023/24 (sechs Spiele / kein Tor).
Im Januar 2025 gab Zenit offiziell den Verkauf von Artur an den Botafogo FR aus Rio de Janeiro bekannt. Botafogo zahlte für 80 % der wirtschaftlichen Rechte des Spielers 10 Millionen Euro.

### Nationalmannschaft
2017 wurde Artur in Brasiliens U-20 Mannschaft berufen. Mit dieser nahm er an der U-20-Fußball-Südamerikameisterschaft 2017 teil. Hier bestritt er zwei Einsätze. Zu seinem ersten Spiel kam Artur am 22. Januar 2017 im Spiel gegen die Nachwuchsauswahl von Paraguay. In dem Spiel wurde er in der 66. Minute für Felipe Vizeu eingewechselt. Bei seinem zweiten Einsatz gegen die U-20 Kolumbiens stand Artur in der Anfangsformation.
2019 wurde Artur in Brasiliens U-23 Mannschaft berufen. In einem Freundschaftsspiel gegen die U-23 Auswahl der USA am 14. November 2019 wurde er in der 76. Minute für Gabriel Martinelli eingewechselt.

## Erfolge
Palmeiras
- Campeonato Brasileiro de Futebol: 2016, 2018, 2023

Londrina
- Primeira Liga do Brasil: 2017

Bahia
- Staatsmeisterschaft von Bahia: 2019

Zenit
- Premjer-Liga: 2023/24
- Russischer Fußballpokal: 2023/24
- Russischer Fußball-Supercup: 2024

## Auszeichnungen
- Bola de Prata – Mannschaft der Saison: 2021[18]